# Abdul Razak Alhassan
Abdul Razak Alhassan (Acra, Ghana; 11 de agosto de 1985) es un artista marcial mixto ghanés que compite en la división de peso wélter de UFC. Profesional desde 2013, anteriormente luchó en Bellator y Legacy Fighting Championship.

## Carrera de artes marciales mixtas

### Carrera temprana
Tras entrenar y competir en judo durante 22 años y obtener su cinturón negro, Alhassan hizo la transición a las artes marciales mixtas. Hizo su debut profesional en 2013, ganando vía TKO en sólo 25 segundos. Alhassan compiló entonces un récord general de 6-0 antes de ser contratado por la UFC.

### Ultimate Fighting Championship
Alhassan hizo su debut promocional en UFC Fight Night: Mousasi vs. Hall 2 contra Charlie Ward el 19 de noviembre de 2016. Ganó por nocaut a los 53 segundos del primer asalto y recibió una bonificación de Actuación de la Noche.
Luego, Alhassan perdió por decisión dividida ante Omari Akhmedov en UFC Fight Night: Gustafsson vs. Teixeira el 28 de mayo de 2017.
Alhassan se enfrentó a Sabah Homasi el 2 de diciembre de 2017, en UFC 218, ganando por TKO en el primer asalto; algunos consideraron que el árbitro Herb Dean había detenido la pelea prematuramente.
Debido a la controvertida detención en la primera pelea, la revancha con Homasi se celebró el 20 de enero de 2018, en UFC 220. Alhassan lo noqueó indiscutiblemente en el primer asalto. La victoria le valió la bonificación de Actuación de la Noche.
Se esperaba que Alhassan se enfrentara a Muslim Salikhov el 14 de abril de 2018 en UFC on Fox: Poirier vs. Gaethje. Fue sustituido por Ricky Rainey debido a una lesión.
Alhassan noqueó a Niko Price en 43 segundos el 8 de septiembre de 2018, en UFC 228.
Alhassan se enfrentó a Mounir Lazzez el 16 de julio de 2020 en UFC on ESPN: Kattar vs. Ige. En el pesaje, Alhassan pesó 174 libras, 3 libras por encima del límite de la pelea de peso wélter. Se le impuso una multa del 20% de su bolsa, que fue a parar a manos de su oponente, Lazzez, y el combate continuó con el peso acordado. Perdió el combate por decisión unánime. Esta pelea fue nombrada Pelea de la Noche; sin embargo, Alhassan fue descalificado para la bonificación debido a la falta de peso, como resultado se otorgó una tercera Actuación de la Noche y Lazzez se llevó a casa $50000 dólares extra de la pelea.
Alhassan se enfrentó a Khaos Williams el 14 de noviembre de 2020 en UFC Fight Night: Felder vs. dos Anjos. En el pesaje, Alhassan pesó 172.5 libras, una libra y media por encima del límite de peso wélter de la pelea sin título. El combate se desarrollará en el peso acordado y Alhassan será multado con el 20 por ciento de su bolsa, que irá a parar a su oponente Williams. Fue derrotado por nocaut en el primer asalto.
Alhassan se enfrentó a Jacob Malkoun en un combate de peso medio el 17 de abril de 2021 en UFC on ESPN: Whittaker vs. Gastelum. Perdió el combate por decisión unánime.
Alhassan tenía previsto enfrentarse a Antônio Braga Neto el 21 de agosto de 2021 en UFC on ESPN: Cannonier vs. Gastelum. Sin embargo, Neto fue retirado del evento por razones no reveladas y Alhassan fue programado para enfrentarse a Alessio Di Chirico en su lugar. Alhassan ganó el combate por nocaut a los diecisiete segundos del primer asalto. Esta victoria le valió el premio a la Actuación de la Noche.
Alhassan estaba programado para enfrentar a Joaquín Buckley el 15 de enero de 2021 en UFC on ESPN 32. Sin embargo, el emparejamiento se canceló después de que Alhassan se retiró por razones no reveladas y la pareja fue reprogramada para UFC Fight Night 201. Alhassan perdió la pelea por decisión dividida.
Alhassan estaba programado para enfrentar a Jamie Pickett el 9 de julio de 2022 en UFC on ESPN 39. Sin embargo, Alhassan se retiró de la pelea y fue reemplazado por Denis Tiuliulin.
Alhassan enfrentó a Claudio Ribeiro el 14 de enero de 2023, UFC Fight Night 217. Ganó la pelea por nocaut en el segundo asalto.
Alhassan estaba programado para enfrentar a Brunno Ferreira el 20 de mayo de 2023 en UFC Fight Night 223, pero fue trasladado a UFC on ESPN 48 por razones desconocidas.
Alhassan se enfrentó a Joe Pyfer el 14 de octubre de 2023 en UFC Fight Night 229. Perdió la pelea por sumisión técnica en el segundo asalto.
Alhassan enfrentó a Cody Brundage el 13 de julio de 2024 en UFC on ESPN 59. La pelea terminó sin resultado a principios de la primera ronda como resultado de los codazos en la parte posterior de la cabeza de Brundage que lo dejaron incapacitado para continuar.

## Vida personal
Alhassan y su esposa tienen un hijo y una hija.

### Acusación y absolución
Alhassan fue acusado el 24 de septiembre de 2018 en el condado de Tarrant, Texas, por cargos relacionados con las presuntas violaciones de dos mujeres en una noche en marzo de 2018. Su intención era declararse inocente. El juicio se celebró el 5 de marzo de 2020, donde Alhassan fue acusado de dos cargos de violación del incidente que supuestamente tuvo lugar el 23 de marzo de 2018. El abogado de Alhassan argumentó que Alhassan mantuvo relaciones sexuales consentidas con las dos mujeres y afirma que las acusaciones de agresión sexual eran infundadas. El jurado declaró a Alhassan no culpable de los cargos de agresión sexual.

## Campeonatos y logros
- Ultimate Fighting Championship
  - Actuación de la Noche (tres veces) vs. Charlie Ward, Sabah Homasi y Alessio Di Chirico[9][14][30]

## Récord en artes marciales mixtas
| Resultado     | Récord   | Oponente            | Método                                          | Evento                                   | Fecha                    | Ronda | Tiempo | Localización           | Notas                                                                        |
| ------------- | -------- | ------------------- | ----------------------------------------------- | ---------------------------------------- | ------------------------ | ----- | ------ | ---------------------- | ---------------------------------------------------------------------------- |
| Derrota       | 12-7 (1) | César Almeida       | KO (golpes)                                     | UFC Fight Night: Dern vs. Ribas 2        | 11 de enero de 2025      | 1     | 4:16   | Las Vegas, Nevada      |                                                                              |
| Sin resultado | 12-6 (1) | Cody Brundage       | Sin resultado (codazos accidentales en la nuca) | UFC on ESPN: Namajunas vs. Cortez        | 13 de julio de 2024      | 1     | 0:37   | Denver, Colorado       | Unos codazos accidentales en la nuca dejaron a Brundage sin poder continuar. |
| Derrota       | 12-6     | Joe Pyfer           | Sumisión técnica (arm-triangle choke)           | UFC Fight Night: Dawson vs. Green        | 7 de octubre de 2023     | 2     | 2:05   | Las Vegas, Nevada      |                                                                              |
| Victoria      | 12-5     | Claudio Ribeiro     | KO (golpes)                                     | UFC Fight Night: Strickland vs. Imavov   | 14 de enero de 2023      | 2     | 0:28   | Las Vegas, Nevada      |                                                                              |
| Derrota       | 11-5     | Joaquin Buckley     | Decisión (dividida)                             | UFC Fight Night: Walker vs. Hill         | 19 de febrero de 2022    | 3     | 5:00   | Las Vegas, Nevada      |                                                                              |
| Victoria      | 11-4     | Alessio Di Chirico  | KO (patada en la cabeza)                        | UFC on ESPN: Barboza vs. Chikadze        | 28 de agosto de 2021     | 1     | 0:17   | Las Vegas, Nevada      | Actuación de la Noche.                                                       |
| Derrota       | 10-4     | Jacob Malkoun       | Decisión (unánime)                              | UFC on ESPN: Whittaker vs. Gastelum      | 17 de abril de 2021      | 3     | 5:00   | Las Vegas, Nevada      | Regreso al peso medio.                                                       |
| Derrota       | 10-3     | Khaos Williams      | KO (puñetazo)                                   | UFC Fight Night: Felder vs. dos Anjos    | 14 de noviembre de 2020  | 1     | 0:30   | Las Vegas, Nevada      | Combate de peso acordado (172.5 libras); Alhassan no alcanzó el peso.        |
| Derrota       | 10-2     | Mounir Lazzez       | Decisión (unánime)                              | UFC on ESPN: Kattar vs. Ige              | 16 de julio de 2020      | 3     | 5:00   | Abu Dhabi              | Combate de peso acordado (174 libras); Alhassan no alcanzó el peso.          |
| Victoria      | 10-1     | Niko Price          | KO (puñetazo)                                   | UFC 228                                  | 8 de septiembre de 2018  | 1     | 0:43   | Dallas, Texas          |                                                                              |
| Victoria      | 9-1      | Sabah Homasi        | KO (puñetazo)                                   | UFC 220                                  | 20 de enero de 2018      | 1     | 3:47   | Boston, Massachusetts  | Actuación de la Noche.                                                       |
| Victoria      | 8-1      | Sabah Homasi        | TKO (puñetazos)                                 | UFC 218                                  | 2 de diciembre de 2017   | 1     | 4:21   | Detroit, Míchigan      |                                                                              |
| Derrota       | 7-1      | Omari Akhmedov      | Decisión (dividida)                             | UFC Fight Night: Gustafsson vs. Teixeira | 28 de mayo de 2017       | 3     | 5:00   | Estocolmo              |                                                                              |
| Victoria      | 7-0      | Charlie Ward        | KO (puñetazo)                                   | UFC Fight Night: Mousasi vs. Hall 2      | 19 de noviembre de 2016  | 1     | 0:53   | Belfast                | Actuación de la Noche.                                                       |
| Victoria      | 6-0      | Jos Eichelberger    | TKO (puñetazos)                                 | Legacy FC 61                             | 14 de octubre de 2016    | 1     | 0:57   | Dallas, Texas          | Combate de peso acordado (175 libras).                                       |
| Victoria      | 5-0      | Ken Jackson         | TKO (puñetazos)                                 | Rage in the Cage 47: Night of Champions  | 13 de agosto de 2016     | 1     | 0:40   | Shawnee, Oklahoma      | Combate de peso medio.                                                       |
| Victoria      | 4-0      | Bryce Shepard-Mejia | KO (puñetazo)                                   | Bellator 143                             | 25 de septiembre de 2015 | 1     | 1:26   | Hidalgo, Texas         | Debut en el peso wélter.                                                     |
| Victoria      | 3-0      | Matt McKeon         | TKO (puñetazos)                                 | Rocks Xtreme MMA 12                      | 28 de febrero de 2015    | 1     | 0:47   | Harker Heights, Texas  | Debut en el peso medio.                                                      |
| Victoria      | 2-0      | Matt Jones          | TKO (puñetazos)                                 | Bellator 111                             | 7 de marzo de 2014       | 1     | 1:23   | Thackerville, Oklahoma | Combate de peso acordado (190 libras).                                       |
| Victoria      | 1-0      | Kolby Adams         | TKO (puñetazos)                                 | Xtreme Knockout 20                       | 23 de noviembre de 2013  | 1     | 0:25   | Arlington, Texas       | Combate de peso acordado (180 libras).                                       |